# Danh sách cầu thủ tham dự Giải vô địch bóng đá nữ U-20 thế giới 2006
Dưới đây là danh sách cầu thủ tham dự Giải vô địch bóng đá nữ U-20 thế giới 2006 tổ chức tại Nga từ 17 tháng 8 tới 3 tháng 9 năm 2006.

## Bảng A

### Úc
| Số              | Tên                | Ngày sinh            | Câu lạc bộ         |
| Thủ môn         | Thủ môn            | Thủ môn              | Thủ môn            |
| --------------- | ------------------ | -------------------- | ------------------ |
| 01              | Lydia Williams     | 13 tháng 5 năm 1988  | Canberra Eclipse   |
| 18              | Alison Logue       | 6 tháng 3 năm 1987   | Northern NSW Pride |
| 21              | Kate Stewart       | 18 tháng 9 năm 1989  | Bundaberg Knights  |
| Hậu vệ          |                    |                      |                    |
| 02              | Clare Polkinghorne | 1 tháng 2 năm 1989   | Queensland Sting   |
| 03              | Danielle Brogan    | 28 tháng 6 năm 1988  | NSW Sapphires      |
| 04              | Kim Carroll        | 2 tháng 9 năm 1987   | Queensland Sting   |
| 16              | Grace Gill         | 27 tháng 6 năm 1989  | Canberra Eclipse   |
| 20              | Nicole Somi        | 19 tháng 1 năm 1987  | Canberra Eclipse   |
| Tiền vệ         |                    |                      |                    |
| 05              | Olivia Kennedy     | 30 tháng 1 năm 1988  | NSW Sapphires      |
| 06              | Sally Shipard      | 20 tháng 10 năm 1987 | NSW Sapphires      |
| 10              | Kylie Ledbrook     | 20 tháng 3 năm 1986  | NSW Sapphires      |
| 11              | Leah Blayney       | 4 tháng 7 năm 1986   | Đại học Auburn     |
| 12              | Amy Chapman        | 12 tháng 2 năm 1987  | Canberra Eclipse   |
| 13              | Caitlin Cooper     | 12 tháng 2 năm 1988  | NSW Sapphires      |
| 14              | Collette McCallum  | 26 tháng 3 năm 1986  | Western Waves      |
| 15              | Amy Jackson        | 8 tháng 9 năm 1987   | Victoria Vision    |
| 17              | Renee Cartwright   | 3 tháng 2 năm 1986   | NSW Sapphires      |
| Tiền đạo        |                    |                      |                    |
| 07              | Jenna Tristram     | 28 tháng 10 năm 1986 | Northern NSW Pride |
| 08              | Servet Uzunlar     | 8 tháng 3 năm 1989   | NSW Sapphires      |
| 09              | Sasha McDonnell    | 12 tháng 1 năm 1987  | Queensland Sting   |
| 19              | Leena Khamis       | 19 tháng 6 năm 1986  | NSW Sapphires      |
| Huấn luyện viên |                    |                      |                    |
|                 | Alistair Edwards   |                      |                    |

### Brasil
| Số              | Tên                    | Ngày sinh            | Câu lạc bộ       |
| Thủ môn         | Thủ môn                | Thủ môn              | Thủ môn          |
| --------------- | ---------------------- | -------------------- | ---------------- |
| 01              | Bárbara                | 4 tháng 7 năm 1988   | Recife           |
| 12              | Thaís                  | 19 tháng 6 năm 1987  | Sao Caetano      |
| 21              | Luciana Maria Dionizio | 24 tháng 7 năm 1987  | Atletico Mineiro |
| Hậu vệ          |                        |                      |                  |
| 02              | Daiane Rodrigues       | 22 tháng 7 năm 1986  | Sao Paulo        |
| 03              | Mônica Hickmann Alves  | 21 tháng 4 năm 1987  | Marilia          |
| 04              | Aliane Oliveira Barros | 30 tháng 12 năm 1986 | CEUNSP de Salto  |
| 06              | Danielle               | 21 tháng 1 năm 1987  | Juventus         |
| 13              | Luana Miessa           | 21 tháng 2 năm 1987  | Pedra Azul       |
| 14              | Fernanda               | 21 tháng 11 năm 1987 | Santos           |
| 15              | Adriane dos Santos     | 20 tháng 7 năm 1988  | CEUNSP de Salto  |
| Tiền vệ         |                        |                      |                  |
| 05              | Érika                  | 4 tháng 2 năm 1988   | Santos           |
| 07              | Francielle             | 18 tháng 10 năm 1989 | Santos           |
| 08              | Renata Costa           | 8 tháng 7 năm 1986   | Botucatu         |
| 18              | Jocielma               | 31 tháng 5 năm 1988  |                  |
| 20              | Stephane               | 4 tháng 4 năm 1988   |                  |
| 23              | Tatiane                | 14 tháng 8 năm 1988  |                  |
| Tiền đạo        |                        |                      |                  |
| 09              | Fabiana                | 4 tháng 8 năm 1989   | America          |
| 11              | Maurine                | 14 tháng 1 năm 1986  | CEPE Sao Paulo   |
| 16              | Elis                   | 7 tháng 7 năm 1987   |                  |
| 17              | Pamela                 | 3 tháng 9 năm 1989   |                  |
| 19              | Luana Gomes            | 13 tháng 4 năm 1986  |                  |
| Huấn luyện viên |                        |                      |                  |
|                 | Jorge Barcellos        |                      |                  |

### Nga
| Số              | Tên                            | Ngày sinh            | Câu lạc bộ          |
| Thủ môn         | Thủ môn                        | Thủ môn              | Thủ môn             |
| --------------- | ------------------------------ | -------------------- | ------------------- |
| 01              | Elvira Zurabovna Todua         | 31 tháng 1 năm 1986  | Ryazan              |
| 12              | Kristina Slashchinina          | 5 tháng 10 năm 1989  | Prialit Reutov      |
| 21              | Elena Kochneva                 | 27 tháng 8 năm 1989  | Chertanovo Moskva   |
| Hậu vệ          |                                |                      |                     |
| 02              | Maria Filisova                 | 8 tháng 3 năm 1988   | Aurora St Peterburg |
| 03              | Anna Kozhnikova                | 10 tháng 7 năm 1987  | FK Rossiyanka       |
| 04              | Aleksandra Gomozova            | 8 tháng 8 năm 1986   | Spartak Moskva      |
| 05              | Anna Gromolyuk                 | 10 tháng 3 năm 1986  | Đại học Vitebsk     |
| 13              | Ksenia Gennadyevna Tsybutovich | 26 tháng 6 năm 1987  | FK Rossiyanka       |
| 14              | Olesya Mashina                 | 8 tháng 10 năm 1987  | Prialit Reutov      |
| 16              | Tamara Starovoytova            | 18 tháng 1 năm 1989  | Energiya Voronezh   |
| Tiền vệ         |                                |                      |                     |
| 06              | Nadezhda Kharchenko            | 27 tháng 3 năm 1987  | Prialit Reutov      |
| 07              | Elena Yuryevna Terekhova       | 5 tháng 7 năm 1987   | Spartak Moskva      |
| 08              | Oksana Titova                  | 17 tháng 7 năm 1986  | Nadezhda Noginsk    |
| 10              | Olga Petrova                   | 9 tháng 7 năm 1986   | FK Rossiyanka       |
| 11              | Elena Igorevna Morosova        | 15 tháng 3 năm 1987  | FK Rossiyanka       |
| 15              | Svetlana Akimova               | 8 tháng 8 năm 1988   | Aurora St Peterburg |
| 17              | Elena Viktorovna Shchegalyova  | 2 tháng 6 năm 1987   | Iskra St Peterburg  |
| 18              | Tatiana Deripasko              | 19 tháng 11 năm 1988 | Aurora St Peterburg |
| 19              | Kristina Anokhina              | 27 tháng 9 năm 1987  | FK Rossiyanka       |
| Tiền đạo        |                                |                      |                     |
| 09              | Elena Danilova                 | 17 tháng 6 năm 1987  | Spartak Moskva      |
| 20              | Anastasia Smirnova             | 23 tháng 6 năm 1990  | Chertanovo Moskva   |
| Huấn luyện viên |                                |                      |                     |
|                 | Valentin Grishin               |                      |                     |

### New Zealand
| Số              | Tên              | Ngày sinh            | Câu lạc bộ               |
| Thủ môn         | Thủ môn          | Thủ môn              | Thủ môn                  |
| --------------- | ---------------- | -------------------- | ------------------------ |
| 01              | Aroon Clansey    | 12 tháng 2 năm 1987  | Three Kings United       |
| 18              | Caitlin Campbell | 2 tháng 2 năm 1991   | Glenfield                |
| 21              | Bianca Mori      | 5 tháng 3 năm 1989   | Western Springs          |
| Hậu vệ          |                  |                      |                          |
| 02              | Ria Percival     | 7 tháng 12 năm 1989  | Lynn-Avon Utd            |
| 03              | Emma Harrison    | 29 tháng 11 năm 1987 | Three Kings United       |
| 05              | Hannah Rishworth | 11 tháng 1 năm 1987  | Three Kings United       |
| 06              | Hannah Bromley   | 15 tháng 11 năm 1986 | Đại học Tennessee        |
| 14              | Abby Erceg       | 20 tháng 11 năm 1989 | Three Kings United       |
| 15              | Julia Baldwin    | 10 tháng 7 năm 1987  | Seatoun AFC              |
| 16              | Petria Rennie    | 17 tháng 6 năm 1987  | Three Kings United       |
| Tiền vệ         |                  |                      |                          |
| 04              | Katie Hoyle      | 1 tháng 2 năm 1988   | Lynn-Avon Utd            |
| 10              | Emma Humphries   | 14 tháng 6 năm 1986  | Đại học Coastal Carolina |
| 11              | Kirsty Yallop    | 4 tháng 11 năm 1986  | Lynn-Avon Utd            |
| 17              | Maggie Lankshear | 11 tháng 11 năm 1987 | Three Kings United       |
| 20              | Annalie Longo    | 1 tháng 7 năm 1991   | Three Kings United       |
| Tiền đạo        |                  |                      |                          |
| 07              | Merissa Smith    | 11 tháng 11 năm 1990 | Three Kings United       |
| 08              | Alexandra Riley  | 30 tháng 10 năm 1987 | SoCal United             |
| 09              | Sarah Gregorius  | 6 tháng 8 năm 1987   | Lynn-Avon Utd            |
| 12              | Renee Leota      | 16 tháng 5 năm 1990  | Miramar Rangers AFC      |
| 13              | Emma Kete        | 1 tháng 9 năm 1987   | Three Kings United       |
| 19              | Helen Collins    | 30 tháng 10 năm 1988 | Western Springs          |
| Huấn luyện viên |                  |                      |                          |
|                 | John Herdman     |                      |                          |

## Bảng B

### Trung Quốc
| Số              | Tên              | Ngày sinh            | Câu lạc bộ           |
| Thủ môn         | Thủ môn          | Thủ môn              | Thủ môn              |
| --------------- | ---------------- | -------------------- | -------------------- |
| 01              | Trương Diễm Như  | 10 tháng 1 năm 1987  | Giang Tô Thuấn Thiên |
| 18              | Ông Hiểu Khiết   | 27 tháng 7 năm 1987  | Giang Tô Thuấn Thiên |
| 21              | Hứa Mỹ Sảng      | 28 tháng 5 năm 1986  | Trường Xuân Á Thái   |
| Hậu vệ          |                  |                      |                      |
| 02              | Chu Cao Bình     | 20 tháng 10 năm 1986 | Giang Tô Thuấn Thiên |
| 03              | Viên Phàm        | 6 tháng 11 năm 1986  | Thượng Hải Thân Hoa  |
| 04              | Trương Vĩ        | 9 tháng 6 năm 1987   | Giang Tô Thuấn Thiên |
| 05              | Ông Tân Chi      | 15 tháng 6 năm 1988  | Giang Tô Thuấn Thiên |
| 14              | Vương Đông Ni    | 19 tháng 12 năm 1986 | Đại Liên Thực Đức    |
| 15              | Nhạc Mẫn         | 23 tháng 9 năm 1987  | Vũ Hán Quốc Trắc     |
| 20              | Lưu Hiểu Yến     | 20 tháng 7 năm 1987  | Thượng Hải Thân Hoa  |
| Tiền vệ         |                  |                      |                      |
| 06              | Hầu Lệ Giai      | 3 tháng 10 năm 1986  | Đại Liên Thực Đức    |
| 07              | Hề Đinh Anh      | 20 tháng 2 năm 1986  | Thượng Hải Thân Hoa  |
| 08              | Vưu Giai         | 24 tháng 11 năm 1987 | Thượng Hải Thân Hoa  |
| 09              | Nhiêu Huệ Phương | 13 tháng 3 năm 1986  | Quảng Đông Hùng Anh  |
| 13              | Trang Nhiên      | 28 tháng 1 năm 1986  | Sichuan Guangcheng   |
| 16              | Trương Vĩ Song   | 25 tháng 1 năm 1986  | Trường Xuân Á Thái   |
| 17              | Mã Tự Tường      | 9 tháng 2 năm 1988   | Bắc Kinh Thành Kiến  |
| Tiền đạo        |                  |                      |                      |
| 10              | Mã Hiểu Húc      | 5 tháng 6 năm 1988   | Đại Liên Thực Đức    |
| 11              | Lâu Hiểu Húc     | 30 tháng 5 năm 1986  | Trường Xuân Á Thái   |
| 12              | Châu Vi          | 20 tháng 8 năm 1988  | Giang Tô Thuấn Thiên |
| 19              | Tí Tinh Tinh     | 13 tháng 11 năm 1986 | Thiên Tân Thái Đạt   |
| Huấn luyện viên |                  |                      |                      |
|                 | Thương Thụy Hoa  |                      |                      |

### Phần Lan
| Số              | Tên                  | Ngày sinh            | Câu lạc bộ             |
| Thủ môn         | Thủ môn              | Thủ môn              | Thủ môn                |
| --------------- | -------------------- | -------------------- | ---------------------- |
| 01              | Tinja-Riikka Korpela | 5 tháng 5 năm 1986   | Honka                  |
| 12              | Marjaana Kaaresvirta | 19 tháng 12 năm 1988 | KaaPo                  |
| 21              | Tinja Haikka         | 17 tháng 11 năm 1990 | Ilves Tampere          |
| Hậu vệ          |                      |                      |                        |
| 02              | Maija Saari          | 26 tháng 3 năm 1986  | Honka                  |
| 03              | Tuija Hyyrynen       | 10 tháng 3 năm 1988  | HJK Helsinki           |
| 04              | Niina Hyvonen        | 10 tháng 5 năm 1986  |                        |
| 05              | Hanna Hovi           | 15 tháng 6 năm 1987  | TiPS                   |
| 15              | Kaisa Vuorela        | 20 tháng 1 năm 1987  | TiPS                   |
| Tiền vệ         |                      |                      |                        |
| 06              | Neea Berg            | 8 tháng 5 năm 1987   |                        |
| 07              | Essi Sainio          | 9 tháng 9 năm 1986   | 1. FFC Turbine Potsdam |
| 08              | Eeva Harkonen        | 11 tháng 2 năm 1987  | TiPS                   |
| 09              | Taru Laihanen        | 15 tháng 4 năm 1986  | Honka                  |
| 10              | Tytti Porkka         | 31 tháng 7 năm 1988  | TiPS                   |
| 11              | Susanna Hokkanen     | 13 tháng 11 năm 1988 | HJK Helsinki           |
| 16              | Anna Westerlund      | 9 tháng 4 năm 1989   | SCR                    |
| 17              | Heidi Kivelä         | 6 tháng 11 năm 1988  | Ilves Tampere          |
| Tiền đạo        |                      |                      |                        |
| 13              | Leena Puranen        | 16 tháng 10 năm 1986 | HJK Helsinki           |
| 14              | Heini Tiilikainen    | 19 tháng 12 năm 1987 |                        |
| 18              | Linda Sällström      | 13 tháng 7 năm 1988  | TiPS                   |
| 19              | Sonja Suosalo        | 8 tháng 2 năm 1987   | Honka                  |
| 20              | Tiia Tikkanen        | 10 tháng 10 năm 1990 | SCR                    |
| Huấn luyện viên |                      |                      |                        |
|                 | Jarmo Matikainen     |                      |                        |

### Canada
| Số              | Tên                 | Ngày sinh            | Câu lạc bộ             |
| Thủ môn         | Thủ môn             | Thủ môn              | Thủ môn                |
| --------------- | ------------------- | -------------------- | ---------------------- |
| 01              | Stephanie Labbé     | 10 tháng 10 năm 1986 | Đại học Connecticut    |
| 20              | Erin McNulty        | 3 tháng 6 năm 1989   | Ottawa Fury Women      |
| 21              | Jaclyn Dunnett      | 25 tháng 9 năm 1987  | Vancouver Whitecaps FC |
| Hậu vệ          |                     |                      |                        |
| 02              | Katie Radchuck      | 27 tháng 2 năm 1986  | Đại học Connecticut    |
| 03              | Sophie Schmidt      | 28 tháng 6 năm 1988  | Vancouver Whitecaps FC |
| 04              | Caroline Vanderpool | 15 tháng 7 năm 1986  | Louisiana              |
| 05              | Emily Zurrer        | 12 tháng 7 năm 1987  | Vancouver Whitecaps FC |
| 11              | Desiree Scott       | 31 tháng 7 năm 1987  | Đại học Manitoba       |
| 12              | Sari Raber          | 1 tháng 1 năm 1986   | Đại học Nebraska       |
| 18              | Eden Hingwing       | 11 tháng 6 năm 1988  | Vancouver Whitecaps FC |
| 19              | Vonya Beckles       | 10 tháng 4 năm 1989  | Toronto Lynx           |
| Tiền vệ         |                     |                      |                        |
| 06              | Kaylyn Kyle         | 6 tháng 10 năm 1988  | Vancouver Whitecaps FC |
| 08              | Paige Adams         | 6 tháng 2 năm 1990   | Vancouver Whitecaps FC |
| 10              | Amanda Cicchini     | 28 tháng 2 năm 1987  | Đại học Virginia       |
| 13              | Loredana Riverso    | 2 tháng 2 năm 1988   | Purdue                 |
| Tiền đạo        |                     |                      |                        |
| 07              | Jodi-Ann Robinson   | 17 tháng 4 năm 1989  | Vancouver Whitecaps FC |
| 09              | Selenia Iacchelli   | 5 tháng 6 năm 1986   | Đại học Nebraska       |
| 14              | Aysha Jamani        | 28 tháng 6 năm 1987  | Đại học Nebraska       |
| 15              | Lisa Collison       | 2 tháng 9 năm 1986   | Đại học Ohio           |
| 16              | Taryne Boudreau     | 21 tháng 9 năm 1989  | Vancouver Whitecaps FC |
| 17              | Rheanne Sleiman     | 26 tháng 9 năm 1989  | Vancouver Whitecaps FC |
| Huấn luyện viên |                     |                      |                        |
|                 | Ian Bridge          | 18 tháng 9 năm 1959  |                        |

### Nigeria
| Số              | Tên                     | Ngày sinh            | Câu lạc bộ          |
| Thủ môn         | Thủ môn                 | Thủ môn              | Thủ môn             |
| --------------- | ----------------------- | -------------------- | ------------------- |
| 01              | Tochukwu Oluehi         | 2 tháng 5 năm 1987   | Bayelsa Queens F.C. |
| 12              | Christy Bulus           | 18 tháng 10 năm 1988 | FCT Queens          |
| 21              | Adefunke Okewole        | 24 tháng 6 năm 1986  | Pelican Stars       |
| Hậu vệ          |                         |                      |                     |
| 05              | Omena Ogbimi            | 16 tháng 12 năm 1986 | Nasarawa Amazons    |
| 06              | Faith Ikidi             | 28 tháng 2 năm 1987  | QBIK                |
| 07              | Gladys Akpa             | 1 tháng 1 năm 1986   | Nasarawa Amazons    |
| 08              | Chizoma Oparaocha       | 4 tháng 6 năm 1986   | Delta Queens F.C.   |
| 15              | Hope Akor               | 18 tháng 5 năm 1988  | Bayelsa Queens F.C. |
| 16              | Ulunma Jerome           | 11 tháng 4 năm 1988  | River Angels F.C.   |
| 17              | Blessing Akusobi        | 17 tháng 8 năm 1986  | Bayelsa Queens F.C. |
| 19              | Odishika Chukwuji       | 21 tháng 7 năm 1987  | Bayelsa Queens F.C. |
| Tiền vệ         |                         |                      |                     |
| 02              | Rita Chikwelu           | 6 tháng 3 năm 1988   | FCT Queens          |
| 03              | Akudo Sabi              | 17 tháng 11 năm 1986 | Bayelsa Queens F.C. |
| 04              | Maureen Eke             | 19 tháng 12 năm 1986 | Delta Queens F.C.   |
| 10              | Titilayo Mekuleyi       | 14 tháng 7 năm 1986  | Bayelsa Queens F.C. |
| Tiền đạo        |                         |                      |                     |
| 09              | Akudo Iwuagwu           | 13 tháng 10 năm 1986 | Delta Queens F.C.   |
| 11              | Stella Godwin           | 12 tháng 4 năm 1986  | Delta Queens F.C.   |
| 13              | Ogonna Chukwudi         | 14 tháng 9 năm 1988  | Nasarawa Amazons    |
| 14              | Tawa Ishola             | 23 tháng 12 năm 1988 | Bayelsa Queens F.C. |
| 18              | Cynthia Uwak            | 15 tháng 7 năm 1986  | FCT Queens          |
| 20              | Emueje Ogiagbehva       | 10 tháng 2 năm 1990  | Pelican Stars       |
| Huấn luyện viên |                         |                      |                     |
|                 | Emmanuel Tetteh Okonkwo |                      |                     |

## Bảng C

### Đức
| Số              | Tên                    | Ngày sinh            | Câu lạc bộ             |
| Thủ môn         | Thủ môn                | Thủ môn              | Thủ môn                |
| --------------- | ---------------------- | -------------------- | ---------------------- |
| 01              | Tessa Rinkes           | 14 tháng 9 năm 1986  | Hamburger SV           |
| 12              | Romina Holz            | 27 tháng 1 năm 1988  | 1. FC Saarbrücken      |
| 21              | Verena Brammer         | 2 tháng 9 năm 1986   | VfL Wolfsburg          |
| Hậu vệ          |                        |                      |                        |
| 02              | Janina Haye            | 10 tháng 8 năm 1986  | Hamburger SV           |
| 03              | Monique Kerschowski    | 22 tháng 1 năm 1988  | 1. FFC Turbine Potsdam |
| 04              | Carolin Schiewe        | 23 tháng 10 năm 1988 | 1. FFC Turbine Potsdam |
| 05              | Babett Peter           | 12 tháng 5 năm 1988  | 1. FFC Turbine Potsdam |
| 13              | Juliane Höfler         | 15 tháng 3 năm 1987  | 1. FFC Turbine Potsdam |
| 16              | Josephine Schlanke     | 19 tháng 3 năm 1988  | 1. FFC Turbine Potsdam |
| 19              | Corina Schröder        | 15 tháng 8 năm 1986  | FCR 2001 Duisburg      |
| Tiền vệ         |                        |                      |                        |
| 06              | Meike Weber            | 30 tháng 3 năm 1987  | 1. FFC Frankfurt       |
| 07              | Fatmire Bajramaj       | 1 tháng 4 năm 1988   | FCR 2001 Duisburg      |
| 08              | Lena Goeßling          | 8 tháng 3 năm 1986   | SC 07 Bad Neuenahr     |
| 10              | Celia Okoyino da Mbabi | 27 tháng 6 năm 1988  | SC 07 Bad Neuenahr     |
| 20              | Nadine Keßler          | 4 tháng 4 năm 1988   | 1. FC Saarbrücken      |
| Tiền đạo        |                        |                      |                        |
| 09              | Ann-Christin Angel     | 9 tháng 9 năm 1987   | TuS Niederkirchen      |
| 11              | Simone Laudehr         | 12 tháng 7 năm 1986  | FCR 2001 Duisburg      |
| 14              | Anna Blässe            | 27 tháng 2 năm 1987  | Hamburger SV           |
| 15              | Jennifer Oster         | 2 tháng 3 năm 1986   | FCR 2001 Duisburg      |
| 17              | Lydia Neumann          | 11 tháng 11 năm 1986 | SC 07 Bad Neuenahr     |
| 18              | Juliane Maier          | 9 tháng 4 năm 1987   | SC Freiburg            |
| Huấn luyện viên |                        |                      |                        |
|                 | Maren Meinert          | 5 tháng 8 năm 1973   |                        |

### México
| Số              | Tên                       | Ngày sinh            | Câu lạc bộ         |
| Thủ môn         | Thủ môn                   | Thủ môn              | Thủ môn            |
| --------------- | ------------------------- | -------------------- | ------------------ |
| 01              | Anjuli Ladron             | 7 tháng 10 năm 1986  | Chivas Guadalajara |
| 12              | Erika Vanegas             | 7 tháng 7 năm 1988   | Guerreras          |
| 20              | Ivette Esqueda            | 22 tháng 6 năm 1988  | Santa Anita        |
| Hậu vệ          |                           |                      |                    |
| 02              | Maria de Lourdes Gordillo | 14 tháng 8 năm 1989  | Mexico FC          |
| 03              | Nancy Gutiérrez           | 2 tháng 6 năm 1987   | Cerritos College   |
| 04              | Leticia Villalpando       | 8 tháng 1 năm 1988   | Vista del Lago     |
| 05              | Isabel Váldez             | 19 tháng 5 năm 1986  | Mexico FC          |
| 13              | Marisol Arevalo           | 8 tháng 6 năm 1987   | Ventura College    |
| 14              | Alexandra Velazquez       | 24 tháng 4 năm 1988  | Đại học Juarez     |
| 15              | Norma Mendez              | 10 tháng 3 năm 1987  | Arsenal Soccer     |
| 16              | Janelly Farias            | 12 tháng 2 năm 1990  | Inland Utd.        |
| Tiền vệ         |                           |                      |                    |
| 06              | Christine Nieva           | 7 tháng 10 năm 1986  | Arizona State      |
| 08              | Rebecca Juarez            | 13 tháng 12 năm 1986 | Mexico FC          |
| 11              | Tania Morales             | 22 tháng 12 năm 1986 | Chivas Guadalajara |
| 17              | Areli Martinez            | 11 tháng 3 năm 1988  | Jalisco            |
| Tiền đạo        |                           |                      |                    |
| 07              | Janet Mendez              | 24 tháng 8 năm 1988  | Arsenal Soccer     |
| 09              | Mónica Ocampo             | 4 tháng 1 năm 1987   | Gacelas Univac     |
| 10              | Charlyn Corral            | 11 tháng 9 năm 1991  | Andrea's Soccer    |
| 18              | Monique Cisneros          | 17 tháng 11 năm 1989 | Cerritos Infinity  |
| 19              | Nancy Gandarilla          | 30 tháng 1 năm 1987  | America            |
| 21              | Jackie Acevedo            | 18 tháng 1 năm 1987  | Đại học Tennessee  |
| Huấn luyện viên |                           |                      |                    |
|                 | Leonardo Cuéllar          |                      |                    |

### CHDCND Triều Tiên
| Số              | Tên            | Ngày sinh            | Câu lạc bộ |
| Thủ môn         | Thủ môn        | Thủ môn              | Thủ môn    |
| --------------- | -------------- | -------------------- | ---------- |
| 01              | Jon Myong-hui  | 7 tháng 8 năm 1986   | Rimyongsu  |
| 08              | Min Jong-rim   | 10 tháng 9 năm 1986  | Amrokgang  |
| 18              | Jong Ryon-ui   | 15 tháng 1 năm 1986  | 25 tháng 4 |
| Hậu vệ          |                |                      |            |
| 05              | Kim Hyon-suk   | 4 tháng 7 năm 1986   | Pjöngjang  |
| 09              | Ri Song-sim    | 7 tháng 11 năm 1986  | Pjöngjang  |
| 16              | Hong Myong-gum | 10 tháng 7 năm 1986  | Amrokgang  |
| 17              | Ri Un-hyang    | 15 tháng 5 năm 1988  | Amrokgang  |
| 19              | Ri Jin-ok      | 4 tháng 8 năm 1987   | Pjöngjang  |
| Tiền vệ         |                |                      |            |
| 02              | Jo Yun-mi      | 5 tháng 1 năm 1987   | 25 tháng 4 |
| 06              | Kim Chun-hui   | 20 tháng 4 năm 1989  | Rimyongsu  |
| 07              | Kim Song-hui   | 23 tháng 2 năm 1987  | Pjöngjang  |
| 13              | Kim Ok-sim     | 2 tháng 7 năm 1987   | Rimyongsu  |
| 14              | Ri Jin-hui     | 3 tháng 5 năm 1987   | Rimyongsu  |
| 20              | Kim Kyong-hwa  | 28 tháng 3 năm 1986  | 25 tháng 4 |
| 21              | Kim Hyang-mi   | 15 tháng 1 năm 1986  | Rimyongsu  |
| Tiền đạo        |                |                      |            |
| 03              | Ri Un-suk      | 1 tháng 1 năm 1986   | 25 tháng 4 |
| 04              | O Kum-hui      | 2 tháng 8 năm 1987   | Amrokgang  |
| 10              | Jong Pok-hui   | 31 tháng 7 năm 1988  | 25 tháng 4 |
| 11              | Ra Un-sim      | 2 tháng 7 năm 1988   | Amrokgang  |
| 12              | Ri Jong-sim    | 20 tháng 11 năm 1988 | Amrokgang  |
| 15              | Kil Son-hui    | 7 tháng 3 năm 1986   | Rimyongsu  |
| Huấn luyện viên |                |                      |            |
|                 | Choe Kwang-sok |                      |            |

### Thụy Sĩ
| Số              | Tên                 | Ngày sinh            | Câu lạc bộ         |
| Thủ môn         | Thủ môn             | Thủ môn              | Thủ môn            |
| --------------- | ------------------- | -------------------- | ------------------ |
| 01              | Stenia Michel       | 23 tháng 10 năm 1987 | FFC Zürich Seebach |
| 12              | Gaëlle Thalmann     | 18 tháng 1 năm 1986  | LUwin.ch           |
| 21              | Nadja Achermann     | 10 tháng 7 năm 1988  | DSK Root           |
| Hậu vệ          |                     |                      |                    |
| 02              | Caroline Abbé       | 13 tháng 1 năm 1988  | Yverdon            |
| 04              | Sandra Betschart    | 30 tháng 3 năm 1989  | FFC Zürich Seebach |
| 05              | Barbara Beutler     | 4 tháng 2 năm 1989   | Schwerzenbach      |
| 10              | Isabelle Kaufmann   | 19 tháng 6 năm 1986  | LUwin.ch           |
| 18              | Flavia Schwarz      | 7 tháng 11 năm 1986  | FFC Zürich Seebach |
| 19              | Francesca Stillhard | 28 tháng 9 năm 1989  | Schwerzenbach      |
| Tiền vệ         |                     |                      |                    |
| 06              | Beatrice Burger     | 2 tháng 4 năm 1986   | Schwerzenbach      |
| 08              | Vanessa Bernauer    | 23 tháng 3 năm 1988  | Ruggell            |
| 09              | Rahel Graf          | 1 tháng 2 năm 1989   | LUwin.ch           |
| 11              | Sandy Mändly        | 4 tháng 4 năm 1988   | FFC Bern           |
| 14              | Isabelle Meyer      | 5 tháng 9 năm 1987   | LUwin.ch           |
| 15              | Martina Moser       | 9 tháng 4 năm 1986   | LUwin.ch           |
| 20              | Simone Zahno        | 11 tháng 5 năm 1988  | FFC Zuchwil        |
| Tiền đạo        |                     |                      |                    |
| 03              | Ramona Bachmann     | 25 tháng 12 năm 1990 | Malters            |
| 07              | Vanessa Bürki       | 1 tháng 4 năm 1986   | FC Bayern München  |
| 13              | Vlora Mehmetaj      | 8 tháng 5 năm 1988   | Yverdon            |
| 16              | Camille Raemy       | 31 tháng 8 năm 1989  | Yverdon            |
| 17              | Maeva Sarrasin      | 10 tháng 6 năm 1987  | Yverdon            |
| Huấn luyện viên |                     |                      |                    |
|                 | Claudio Taddei      |                      |                    |

## Bảng D

### Argentina
| Số              | Tên                      | Ngày sinh            | Câu lạc bộ      |
| Thủ môn         | Thủ môn                  | Thủ môn              | Thủ môn         |
| --------------- | ------------------------ | -------------------- | --------------- |
| 01              | Elisabeth Minnig         | 6 tháng 1 năm 1987   | AFA             |
| 12              | Maria Lobo               | 5 tháng 9 năm 1987   | AFA             |
| Hậu vệ          |                          |                      |                 |
| 02              | Eva Nadia González       | 2 tháng 9 năm 1987   | Boca Juniors    |
| 03              | Catalina Pérez           | 16 tháng 2 năm 1989  | River Plate     |
| 04              | Ruth Leiva               | 28 tháng 6 năm 1988  | River Plate     |
| 06              | Marisa Farina            | 16 tháng 6 năm 1986  | AFA             |
| 13              | Lucia Dubracich          | 2 tháng 3 năm 1990   | AFA             |
| 16              | Gabriela Patricia Chávez | 9 tháng 4 năm 1989   | Independiente   |
| 17              | Liliana Casas            | 30 tháng 11 năm 1986 | Independiente   |
| Tiền vệ         |                          |                      |                 |
| 05              | Florencia Quiñones       | 26 tháng 8 năm 1986  | San Lorenzo     |
| 08              | Florencia Mandrile       | 10 tháng 2 năm 1988  | San Lorenzo     |
| 11              | Mercedes Pereyra         | 7 tháng 5 năm 1987   | River Plate     |
| 14              | Joanna Bracamonte        | 21 tháng 6 năm 1989  | Independiente   |
| 15              | Mariana Suárez           | 5 tháng 11 năm 1986  | Boca Juniors    |
| 18              | Emilia Mendieta          | 4 tháng 2 năm 1988   | AFA             |
| 19              | Gimena Blanco            | 5 tháng 12 năm 1987  | AFA             |
| Tiền đạo        |                          |                      |                 |
| 07              | Ludmila Manicler         | 6 tháng 7 năm 1987   | Independiente   |
| 09              | María Belén Potassa      | 12 tháng 12 năm 1988 | Rosario Central |
| 10              | Analia Hirmbruchner      | 10 tháng 1 năm 1989  | Independiente   |
| 20              | Amancay Urbani           | 7 tháng 12 năm 1991  | AFA             |
| 21              | Vanesa Beratz            | 17 tháng 3 năm 1987  | AFA             |
| Huấn luyện viên |                          |                      |                 |
|                 | José Carlos Borrello     |                      |                 |

### Pháp
| Số              | Tên                    | Ngày sinh            | Câu lạc bộ                    |
| Thủ môn         | Thủ môn                | Thủ môn              | Thủ môn                       |
| --------------- | ---------------------- | -------------------- | ----------------------------- |
| 01              | Emmeline Mainguy       | 12 tháng 6 năm 1988  |                               |
| 16              | Sarah Bouhaddi         | 17 tháng 10 năm 1986 | Juvisy                        |
| 21              | Audrey Arraby          | 21 tháng 5 năm 1987  | Nord Allier                   |
| Hậu vệ          |                        |                      |                               |
| 02              | Sabrina Delannoy       | 18 tháng 5 năm 1986  | Paris Saint-Germain Féminines |
| 03              | Laure Boulleau         | 22 tháng 10 năm 1986 | Paris Saint-Germain Féminines |
| 04              | Morgane Courteille     | 23 tháng 12 năm 1987 | Paris Saint-Germain Féminines |
| 05              | Coralie Ducher         | 11 tháng 9 năm 1986  | FCF Lyon                      |
| 11              | Melodie Coudray        | 15 tháng 5 năm 1987  | Le Mans                       |
| 12              | Gwenaëlle Pele         | 18 tháng 5 năm 1986  | FCF Lyon                      |
| 13              | Elodie Cordier         | 2 tháng 2 năm 1988   | CNFE                          |
| 15              | Émilie L’Huillier      | 3 tháng 6 năm 1986   | Paris Saint-Germain Féminines |
| 19              | Livia Jean             | 24 tháng 7 năm 1988  | Stade Briochin                |
| Tiền vệ         |                        |                      |                               |
| 06              | Caroline Pizzala       | 23 tháng 11 năm 1987 | Celtic Marseilles             |
| 07              | Jessica Houara         | 29 tháng 9 năm 1987  | Celtic Marseilles             |
| 08              | Meriame Ben Abdelwahab | 19 tháng 12 năm 1986 | Paris Saint-Germain Féminines |
| 10              | Louisa Nécib           | 23 tháng 1 năm 1987  | Montpellier                   |
| 14              | Ines Dhaou             | 6 tháng 2 năm 1988   | CNFE                          |
| 20              | Amandine Henry         | 28 tháng 9 năm 1989  | CNFE                          |
| Tiền đạo        |                        |                      |                               |
| 09              | Élodie Thomis          | 13 tháng 8 năm 1986  | Montpellier                   |
| 17              | Helene Plu             | 25 tháng 9 năm 1988  | Le Mans                       |
| 18              | Marie-Laure Delie      | 29 tháng 1 năm 1988  | CNFE                          |
| Huấn luyện viên |                        |                      |                               |
|                 | Stéphane Pilard        | 12 tháng 3 năm 1969  |                               |

### CHDC Congo
| Số              | Tên                     | Ngày sinh            | Câu lạc bộ        |
| Thủ môn         | Thủ môn                 | Thủ môn              | Thủ môn           |
| --------------- | ----------------------- | -------------------- | ----------------- |
| 01              | Mamie Buazo             | 24 tháng 12 năm 1988 | CS Grand Hotel    |
| 16              | Francine Bahati         | 27 tháng 12 năm 1987 | La Source de Kivu |
| 18              | Dina Lusandu            | 2 tháng 7 năm 1987   | FCF Bumbu         |
| Hậu vệ          |                         |                      |                   |
| 02              | Pitshou Tezi            | 31 tháng 12 năm 1987 | FCF Milinga       |
| 03              | Lucie Mengi             | 15 tháng 7 năm 1991  | FT Mondo          |
| 05              | Guyssie Kiuvu           | 5 tháng 2 năm 1988   | CS Grand Hotel    |
| 06              | Nanu Mafuala            | 22 tháng 7 năm 1988  | CS Grand Hotel    |
| 07              | Oliva Amani             | 22 tháng 8 năm 1988  | La Source de Kivu |
| 14              | Odile Kuyangisa         | 1 tháng 1 năm 1989   | FCF Milinga       |
| 17              | Ivonne Malembo          | 9 tháng 4 năm 1989   | CS Grand Hotel    |
| 19              | Thethe Nlenvo           | 26 tháng 2 năm 1989  | MCF Bilenge       |
| 21              | Nicky Elongo            | 9 tháng 4 năm 1991   | ASF Academia      |
| Tiền vệ         |                         |                      |                   |
| 08              | Olga Wadio              | 1 tháng 4 năm 1988   | CS Grand Hotel    |
| 10              | Arlette Mafuta          | 3 tháng 9 năm 1988   | CS Grand Hotel    |
| 11              | Nanouche Lumbu          | 4 tháng 12 năm 1988  | CS Grand Hotel    |
| 13              | Charmante Nsimba        | 3 tháng 3 năm 1988   | CS Grand Hotel    |
| 15              | Christine Bongo         | 24 tháng 7 năm 1988  | FCF Milinga       |
| Tiền đạo        |                         |                      |                   |
| 04              | Tresorine Nzuzi Vumongo | 11 tháng 10 năm 1988 | CSF Batende       |
| 09              | Annette Nshimire        | 10 tháng 10 năm 1988 | La Source de Kivu |
| 12              | Mify Zenga              | 7 tháng 2 năm 1990   | CSF Batende       |
| 20              | Natha Essandja          | 4 tháng 2 năm 1989   | CS Grand Hotel    |
| Huấn luyện viên |                         |                      |                   |
|                 | Poly Bonganya           |                      |                   |

### Hoa Kỳ
| Số              | Tên                 | Ngày sinh            | Câu lạc bộ                           |
| Thủ môn         | Thủ môn             | Thủ môn              | Thủ môn                              |
| --------------- | ------------------- | -------------------- | ------------------------------------ |
| 01              | Val Henderson       | 19 tháng 4 năm 1986  | UCLA                                 |
| 18              | Kelsey Davis        | 14 tháng 5 năm 1987  | Đại học Portland                     |
| 21              | Joanna Haig         | 16 tháng 4 năm 1986  | Đại học Louisville                   |
| Hậu vệ          |                     |                      |                                      |
| 03              | Stephanie Logterman | 25 tháng 2 năm 1986  | Đại học Texas                        |
| 04              | Nikki Krzysik       | 23 tháng 5 năm 1987  | Đại học Virginia                     |
| 05              | Sarah Wagenfuhr     | 31 tháng 12 năm 1986 | Đại học Florida                      |
| 06              | Stephanie Lopez     | 3 tháng 4 năm 1986   | Đại học Portland                     |
| 15              | Carrie Dew          | 8 tháng 12 năm 1986  | Đại học Notre Dame                   |
| 16              | Erin Hardy          | 16 tháng 9 năm 1986  | UCLA                                 |
| Tiền vệ         |                     |                      |                                      |
| 02              | Jordan Angeli       | 31 tháng 5 năm 1986  | Đại học Santa Clara                  |
| 07              | Amanda Poach        | 25 tháng 7 năm 1987  | Đại học Santa Clara                  |
| 09              | Danesha Adams       | 6 tháng 6 năm 1986   | UCLA                                 |
| 10              | Brittany Bock       | 11 tháng 4 năm 1987  | Đại học Notre Dame                   |
| 11              | Tobin Heath         | 29 tháng 5 năm 1988  | Đại học North Carolina (Chapel Hill) |
| 13              | Tina Di Martino     | 6 tháng 11 năm 1986  | UCLA                                 |
| 14              | Alexandra Long      | 13 tháng 8 năm 1987  | Đại học Penn State                   |
| 20              | Casey Nogueira      | 23 tháng 2 năm 1989  | Đại học North Carolina (Chapel Hill) |
| Tiền đạo        |                     |                      |                                      |
| 08              | Lauren Cheney       | 30 tháng 9 năm 1987  | UCLA                                 |
| 12              | Amy Rodriguez       | 17 tháng 2 năm 1987  | Đại học Southern California          |
| 17              | Jessica Rostedt     | 3 tháng 3 năm 1986   | Đại học Virginia                     |
| 19              | Kelley O'Hara       | 4 tháng 8 năm 1988   | Đại học Stanford                     |
| Huấn luyện viên |                     |                      |                                      |
|                 | Tim Schulz          |                      |                                      |